# Узунов, Христо
Христо Димитров Узунов (болг. Христо (Дуле) Димитров Узунов; макед. Христо Димитров Узунов), 22 февраля 1878, Охрид — 24 апреля 1905, Цер, окрестности Кичево) — болгарский учитель и революционер, глава охридского отделения Внутренней македонской революционной организации и её идеологический лидер в регионе Охрида. Хотя он идентифицировал себя как болгарин, согласно историографии Северной Македонии, он был этническим македонцем.

## Биография

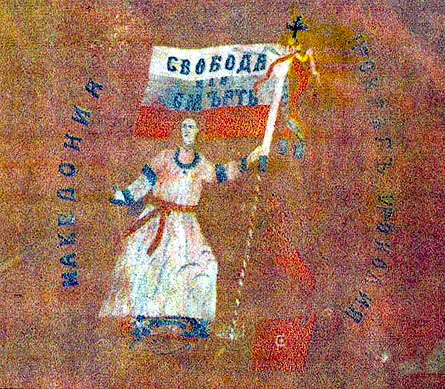
Знамя четы Узунова с девушкой с развевающимся болгарским флагом, содержащим надпись «Свобода или смерть» в старой болгарской орфографии

Христо Узунов родился в 1878 году в Охриде, тогда входившем в состав Османской империи. Его отец и мать были активными участниками Болгарского национального движения. После образования Княжества Болгария его отец поселился в Софии и работал там библиотекарем в Национальной библиотеке. Предположительно Узунов стал участником революционного движения в 1896 году, когда учился в Солунской болгарской мужской гимназии в Салониках. Впоследствии он работал преподавателем при Болгарском экзархате. 5 августа 1898 года Димитр Грданов, сербский учитель в Охриде и просербский активист в Македонии, был убит Методи Патчевым, после чего он и его товарищи по заговору (Христо Узунов, Кирил Пырличев и Иван Групчев) были арестованы. С января 1902 по март 1903 года Узунов был повторно заключён в тюрьму Битолы. Он активно участвовал в Илинденском восстании 1903 года. После того как в марте 1903 года турки убили офицера болгарской армии Тому Давидова, Узунов взял на себя руководство революционной организацией в районе Охрида. 23 июля 1903 года в селе Куратица, неподалёку от Охрида, был освящён флаг четы Узунова, с которым его чета действовала во время Илинденского восстания. В период с 1904 по 1905 год Узунов сосредоточил свои усилия на сопротивлении сербским партизанским акциям в Македонии и пытался решить внутренние проблемы организации.

## Смерть
В 1905 году Узунов со своей четой вошёл в Битолу, а затем в Кичево, стремясь получить контроль над этим регионом. 23 апреля 1905 года они заняли село Цер в районе Кичево вместе с четой кичевского воеводы Ванчо Сырбакова. В ночь на 24 апреля они были окружены большим количеством османских войск и после того, как израсходовали свои боеприпасы, они решили покончить с собой, чтобы избежать неминуемой капитуляции. Узунов написал короткое письмо, адресованное всем «честным революционерам», и после этого он и его люди покончили с собой. Его могила находится в Цере, в месте где он и погиб.